# Arcane (animatieserie)
Arcane (op het scherm getiteld Arcane: League of Legends) is een Frans-Amerikaanse geanimeerde televisieserie uit 2021. De serie speelt zich af in het League of Legends-universum. De serie werd aangekondigd tijdens de viering van het tienjarig jubileum van League of Legends en werd geproduceerd door de Franse animatiestudio Fortiche onder toezicht van Riot Games. Arcane is een prequel op het computerspel en vertelt de oorsprongsverhalen van verschillende personages uit Piltover en Zaun. Net als het spel waarop het is gebaseerd, is de serie gericht op een 16+-publiek. De serie werd vanaf 6 november 2021 uitgezonden op de streamingdienst Netflix.

## Verhaal
Te midden van de escalerende onrust tussen de geavanceerde, utopische stad Piltover en de smerige, onderdrukte onderstad Zaun, bevinden de zussen Vi en Jinx zich aan weerszijden van een oorlog over verwrongen ideologieën en mysterieuze technologie.

## Stemverdeling
| Personage                 | Originele stem       |
| ------------------------- | -------------------- |
| Violet "Vi"               | Hailee Steinfeld     |
| Powder/Jinx               | Ella Purnell         |
| De jonge Powder           | Mia Sinclair Jenness |
| Jinx (zang)               | Sarah Williams       |
| Jayce Talis               | Kevin Alejandro      |
| Caitlyn Kiramman          | Katie Leung          |
| De jonge Caitlyn Kiramman | Molly Harris         |
| Viktor                    | Harry Lloyd          |
| Silco                     | Jason Spisak         |
| Ekko                      | Reed Shannon         |
| De jonge Ekko             | Miles Brown          |

## Marketing en première
Oorspronkelijk gepland voor een release in 2020, werd de première verplaatst naar 2021 vanwege de coronapandemie. De serie was gepland voor een gelijktijdige release op 6 november 2021 op Netflix en het Chinese Tencent Video, met de serie opgedeeld in negen afleveringen, met drie afleveringen die eenmaal per week gedurende drie weken werden uitgebracht.
Riot Games promootte de lancering van Arcane door middel van evenementen in hun games, waaronder League of Legends, Legends of Runeterra, Teamfight Tactics, League of Legends: Wild Rift en Valorant als "RiotX Arcane". Het lanceerde promotionele samenwerkingen met niet-Riot-games zoals PUBG Mobile, Fortnite en Among Us.
Op 6 november 2021 streamde Riot Games voor de wereldwijde première de eerste aflevering op Twitch. Sommige makers van inhoud mochten de eerste drie afleveringen van de serie samen streamen nadat ze toestemming hadden gekregen van Riot Games, een primeur voor een Netflix-serie, waardoor kijkers tijdens de première ook in-game drops konden ophalen. Drops waren alleen opgenomen in de computergames League of Legends (Arcane Capsule), Wild Rift ("A Single Tear" Emote), Teamfight Tactics (Gizmos & Gadgets Little Legends Egg), Legends of Runeterra ("Fascinating" Emote) en Valorant ("Visgraten" Gun Buddy). De première op Twitch was goed voor 1,8 miljoen gelijktijdige kijkers.

## Ontvangst
Arcane kreeg positieve beoordelingen van de critici, die de animatie, het verhaal, de opbouw van de wereld, de personages en de stemacteurs prezen. Sommigen merkten op dat de serie aantrekkelijk is voor zowel gewone kijkers die nog nooit League of Legends hebben gespeeld als voor oude fans van het spel. Het eerste seizoen behaalde een score van 100% op Rotten Tomatoes, gebaseerd op 27 beoordelingen.
Het vestigde ook het record als de best beoordeelde serie van Netflix binnen een week na de première, stond op de eerste plaats in de Netflix Top 10 Chart in 52 landen en stond op de tweede plaats in de Verenigde Staten. Op 20 november 2021, na afloop van Arcane's eerste seizoen, kondigden Riot Games en Netflix aan dat er een tweede seizoen in productie was voor een release na 2022.